# Načetín (Hora Svatého Václava)
Načetín (německy Natschetin) je malá vesnice, část obce Hora Svatého Václava v okrese Domažlice v Plzeňském kraji. Nachází se jeden kilometr jihovýchodně od Hory Svatého Václava. Je zde evidováno 18 adres. V roce 2011 zde trvale žilo patnáct obyvatel.
Načetín leží v katastrálním území Načetín u Drahotína o rozloze 2,64 km².

## Historie
První písemná zmínka o vesnici pochází z roku 1525.

## Přírodní poměry
Jihovýchodně od vesnice do katastrálního území zasahuje přírodní památka Hvožďanská louka.

## Obyvatelstvo
| Rok            | 1869 | 1880 | 1890 | 1900 | 1910 | 1921 | 1930 | 1950 | 1961 | 1970 | 1980 | 1991 | 2001 | 2011 | 2021 |
| -------------- | ---- | ---- | ---- | ---- | ---- | ---- | ---- | ---- | ---- | ---- | ---- | ---- | ---- | ---- | ---- |
| Počet obyvatel | 189  | 150  | 166  | 160  | 201  | 183  | 177  | 73   | 62   | 31   | 13   | 12   | 12   | 15   | 15   |
| Počet domů     | 24   | 24   | 27   | 26   | 28   | 27   | 29   | 25   | 10   | 11   | 4    | 3    | 2    | 5    | 7    |

## Obecní správa
Při sčítání lidu v letech 1850–1879 Načetín byl osadou obce Drahotín v okrese Horšův Týn. V letech 1880–1959 byl samostatnou obcí v okrese Horšovský Týn (v letech 1850–1910 Horšův Týn). V letech 1960–1985 byl znovu částí obce Drahotín v okrese Domažlice. Od 1. července 1985 do 23. listopadu 1990 byl částí města Poběžovice v okrese Domažlice. Od 24. listopadu 1990 je částí obce Hora Svatého Václava v okrese Domažlice.

## Další fotografie

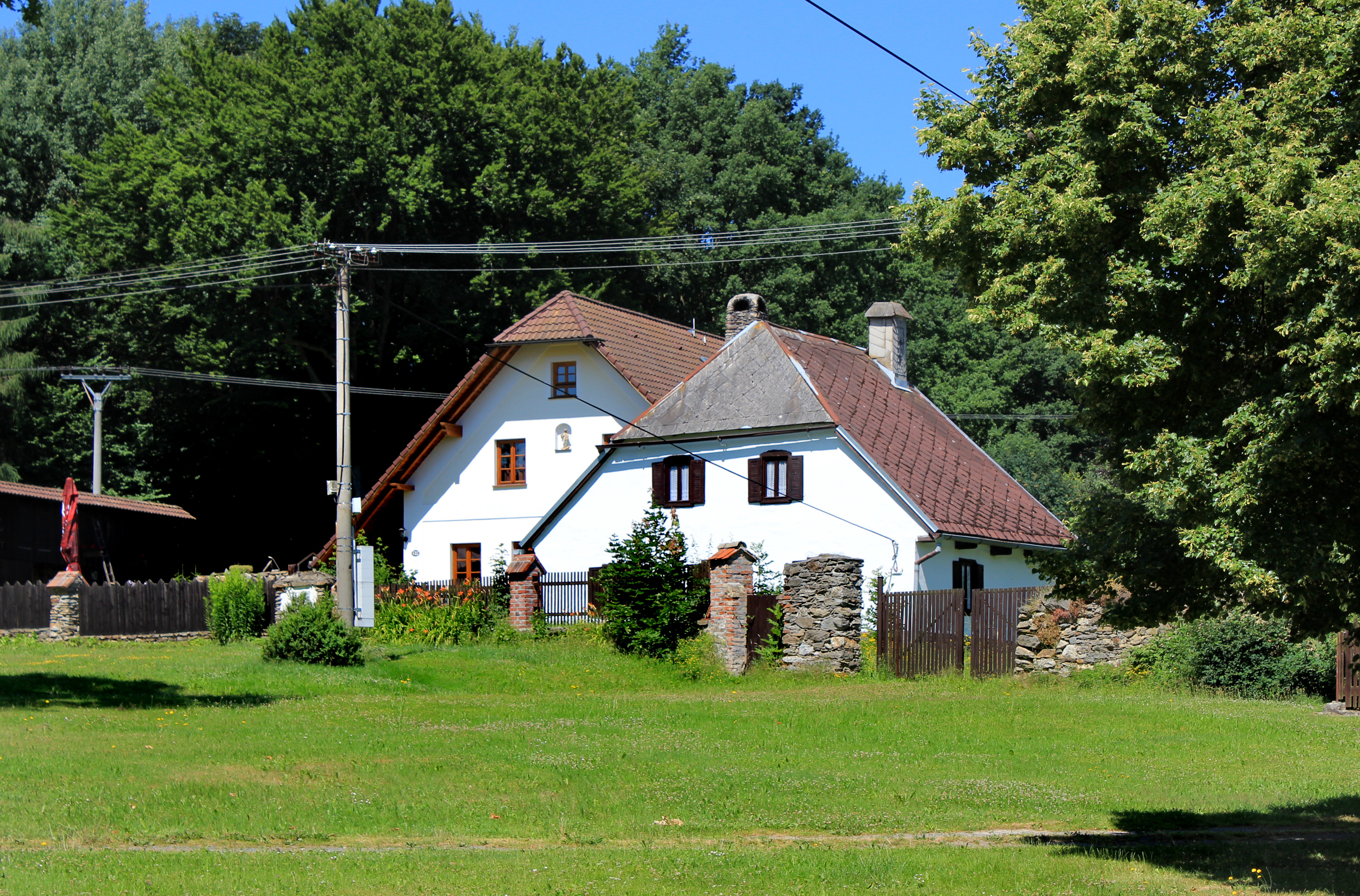
Domky na návsi
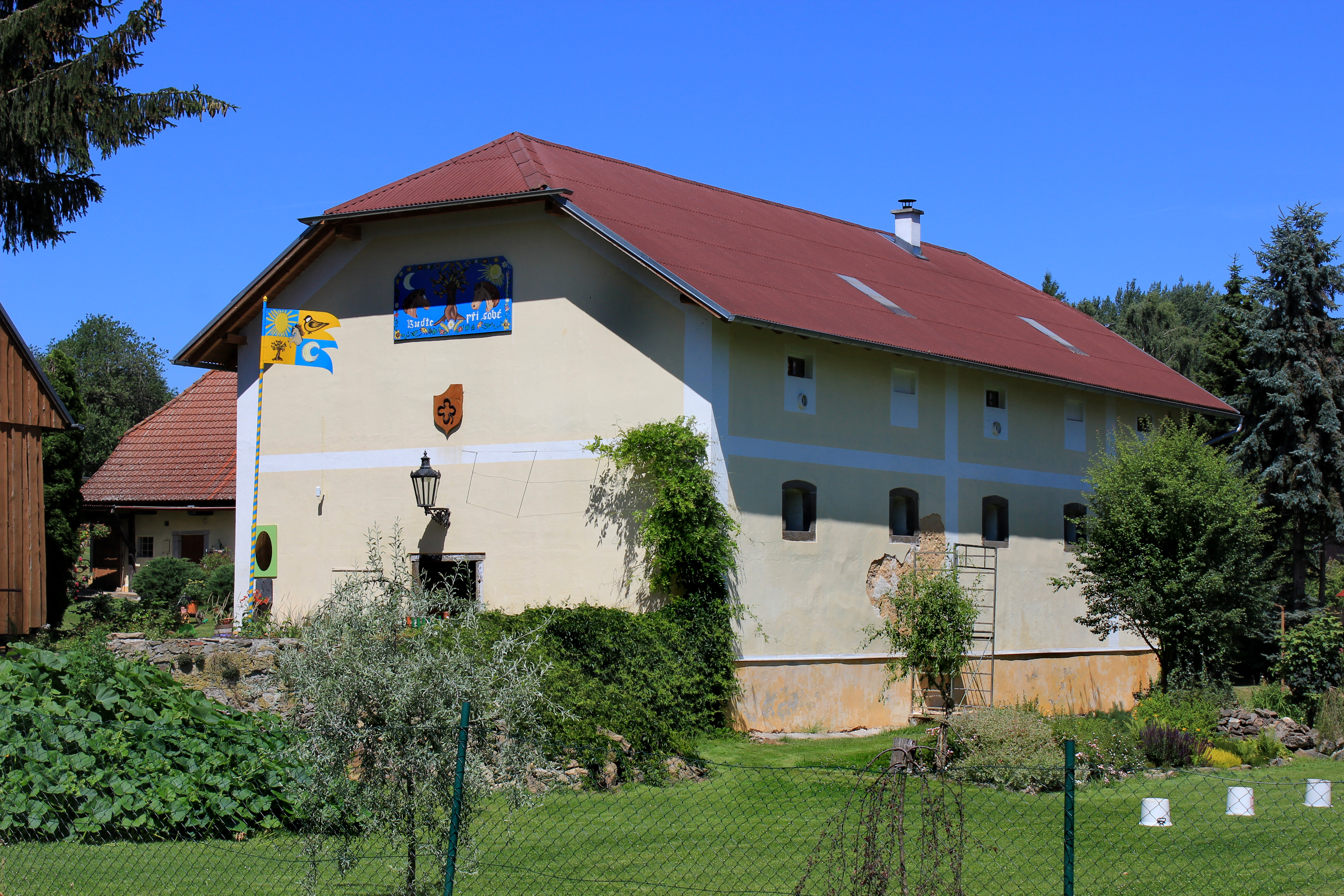
Opravená stodola s vlajkou
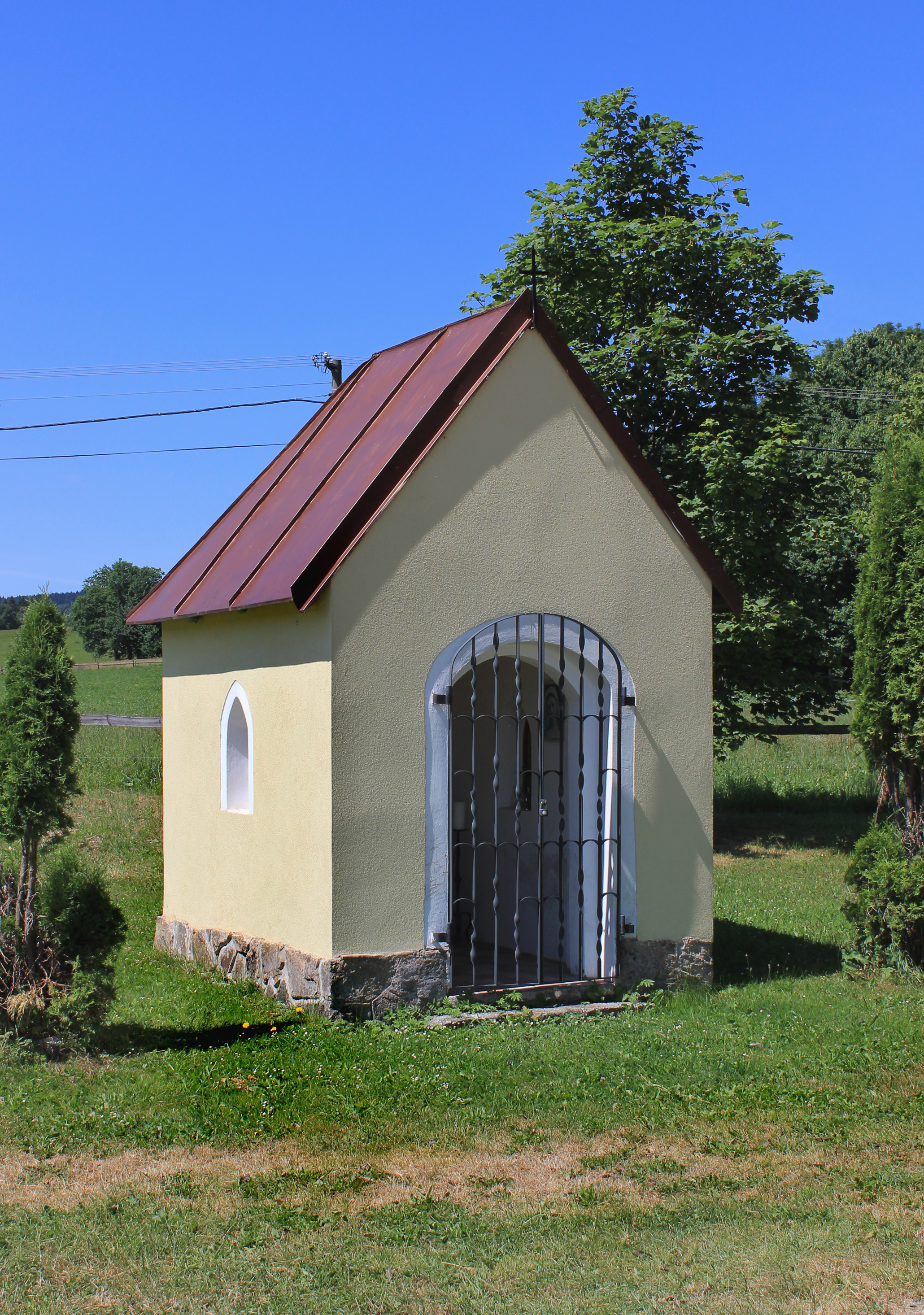
Kaplička u polní cesty
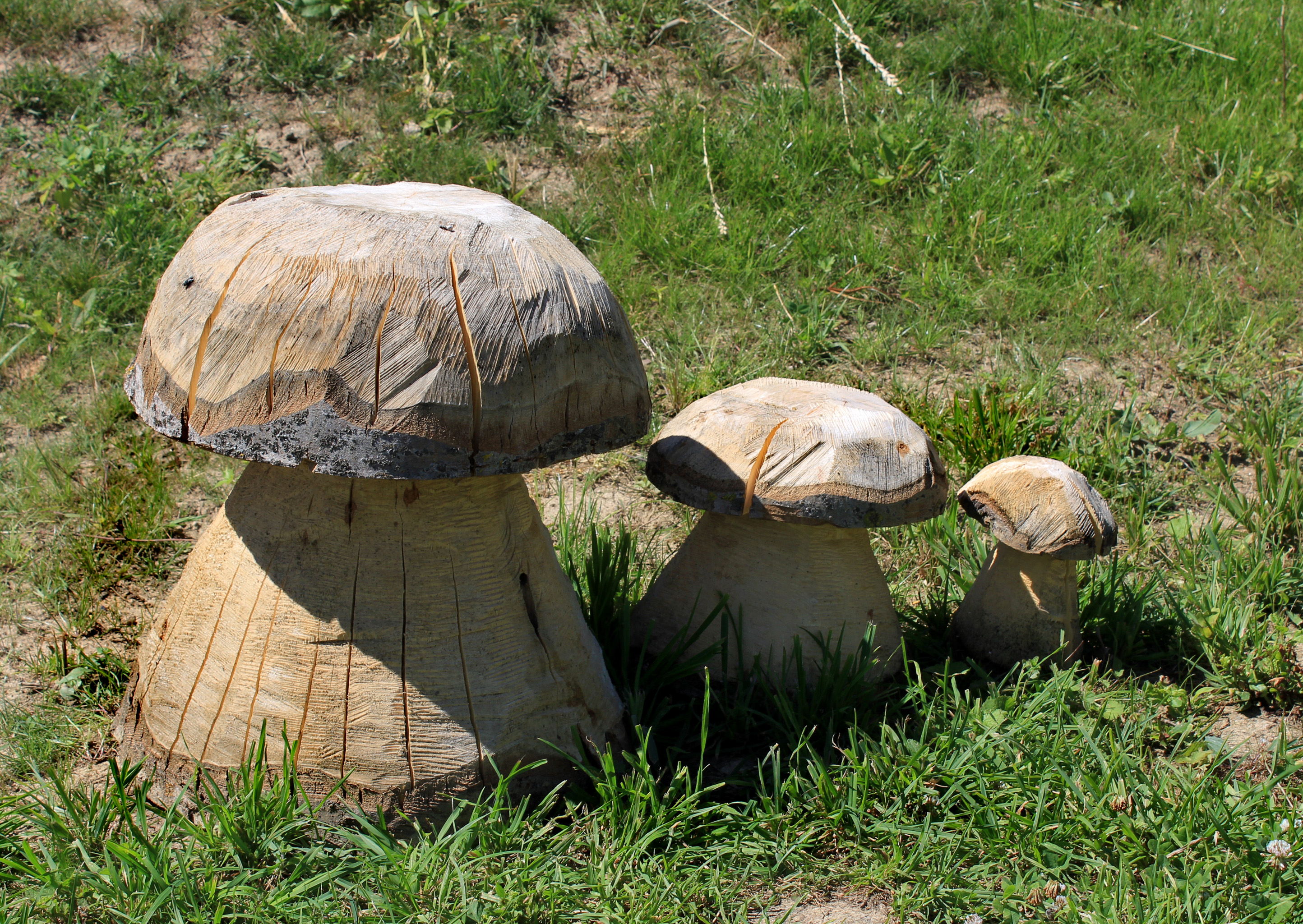
Hříbky na návsi